# Mario Climent
Mario Climent Plá (Jijona, España, 30 de enero de 2002) es un futbolista español que juega en la demarcación de lateral izquierdo en el Cádiz C. F. de la Segunda División de España.

## Trayectoria
Mario Climent comenzó su andadura como futbolista en las categorías inferiores de la U. D. Castellonense, Elche C. F. y Levante U. D.
En verano de 2021, es ascendido al filial del Levante, el Atlético Levante, y poco después se marcha cedido al Torrent C. F. de la Tercera Federación hasta enero. Tras regresar de la cesión, permanece en el conjunto granota hasta agosto de 2023, cuando se marcha libre al F. C. Cartagena "B" de la Segunda Federación.
En julio de 2024, firma por la A. D. Mérida de la Primera Federación. Su buen rendimiento en la primera vuelta llama la atención del Cádiz C. F. de la Segunda División, que lo ficha en el mercado invernal a través del pago de su cláusula al conjunto emeritense. Climent logra debutar en Segunda División el 12 de enero de 2025, en un encuentro frente al Levante U. D., donde entra como suplente.

## Estadísticas

### Clubes
Actualizado al último partido disputado el 1 de junio de 2025.
| Club                         | Div.          | Temporada     | Liga  | Liga  | Liga   | Copas nacionales | Copas nacionales | Copas nacionales | Copas internacionales | Copas internacionales | Copas internacionales | Total | Total | Total  |
| Club                         | Div.          | Temporada     | Part. | Goles | Asist. | Part.            | Goles            | Asist.           | Part.                 | Goles                 | Asist.                | Part. | Goles | Asist. |
| ---------------------------- | ------------- | ------------- | ----- | ----- | ------ | ---------------- | ---------------- | ---------------- | --------------------- | --------------------- | --------------------- | ----- | ----- | ------ |
| Torrent C. F. · España       | 3.ª F         | 2021-22       | 5     | 0     | 0      | 0                | 0                | 0                | ―                     | ―                     | ―                     | 5     | 0     | 0      |
| Torrent C. F. · España       | Total club    | Total club    | 5     | 0     | 0      | 0                | 0                | 0                | 0                     | 0                     | 0                     | 5     | 0     | 0      |
| Atlético Levante · España    | 2.ª F         | 2021-22       | 9     | 0     | 0      | ―                | ―                | ―                | ―                     | ―                     | ―                     | 9     | 0     | 0      |
| Atlético Levante · España    | 3.ª F         | 2022-23       | 29    | 0     | 0      | ―                | ―                | ―                | ―                     | ―                     | ―                     | 29    | 0     | 0      |
| Atlético Levante · España    | Total club    | Total club    | 38    | 0     | 0      | 0                | 0                | 0                | 0                     | 0                     | 0                     | 38    | 0     | 0      |
| F. C. Cartagena "B" · España | 2.ª F         | 2023-24       | 30    | 1     | 0      | ―                | ―                | ―                | ―                     | ―                     | ―                     | 30    | 1     | 0      |
| F. C. Cartagena "B" · España | Total club    | Total club    | 30    | 1     | 0      | 0                | 0                | 0                | 0                     | 0                     | 0                     | 30    | 1     | 0      |
| A. D. Mérida · España        | 1.ª F         | 2024-25       | 15    | 0     | 1      | 0                | 0                | 0                | ―                     | ―                     | ―                     | 15    | 0     | 1      |
| A. D. Mérida · España        | Total club    | Total club    | 15    | 0     | 1      | 0                | 0                | 0                | 0                     | 0                     | 0                     | 15    | 0     | 1      |
| Cádiz C. F. · España         | 2.ª           | 2024-25       | 21    | 3     | 4      | 0                | 0                | 0                | ―                     | ―                     | ―                     | 21    | 3     | 4      |
| Cádiz C. F. · España         | Total club    | Total club    | 21    | 3     | 4      | 0                | 0                | 0                | 0                     | 0                     | 0                     | 21    | 3     | 4      |
| Total carrera                | Total carrera | Total carrera | 109   | 4     | 5      | 0                | 0                | 0                | 0                     | 0                     | 0                     | 109   | 4     | 5      |